# Maurice Banide
Maurice Banide (Montpellier, 20 maggio 1905 – Montmorency, 20 maggio 1995) è stato un calciatore francese, di ruolo centrocampista.

## Carriera

### Club
Veste le divise di AS Française, SO Paris Est, Strasburgo, Mulhouse, Club Français Paris e Racing Paris: con quest'ultima società raccoglie alcuni successi quali due Coppe di Francia e un campionato francese.

### Nazionale
Debutta il 24 febbraio 1929 siglando la sua unica rete contro l'Ungheria (3-0).

## Palmarès

### Club

#### Competizioni nazionali
- Ligue 1: 1

Racing Paris: 1935-1936
- Coupe de France: 2

Racing Paris: 1935-1936, 1938-1939